# 馬頭町
馬頭町（ばとうまち）は、栃木県那須郡にあった町である。烏山町への通勤率は10.1%（平成12年国勢調査）。
2005年10月1日、隣接する小川町と新設合併し、那須郡那珂川町となった。

## 地理
- 河川：那珂川、武茂川、矢又川、小口川

## 歴史
- 唐の御所遺跡や川崎古墳などから、古来より人の居住があったことが確認されているが、実際に残る最古の記録は、奈良時代に遡る。現在健武山神社の鎮座する健武地区で日本で最初に金が発見され、奈良の大仏建立のために金山の開発が進み、大量の金が奈良に運ばれたことが記録として残っている。なぜこの辺境の地で金が発見されたのかについては謎であるが、古来より那須地方に居住したとされる渡来人による発見とも考えられている。
- 1889年（明治22年）4月1日 町村制施行により、馬頭村、健武村、矢又村、和見村、小口村が合併し那須郡武茂村（むもむら）が成立する。
- 1891年（明治24年）5月29日 武茂村が町制施行・改称し馬頭町となる。
- 1895年（明治28年）4月28日 西武茂村が改称し武茂村となる。
- 1954年（昭和29年）7月1日 武茂村、大内村、大山田村と合併し馬頭町を新設する。
- 2005年（平成17年）10月1日 小川町と合併し那珂川町を新設する。

## 交通

### 鉄道
町内を鉄道路線は通っていない。鉄道を利用する場合の最寄り駅は、JR東日本烏山線烏山駅。

### 道路
一般国道
- 国道293号
- 国道461号

## 名所・旧跡・観光スポット
- 馬頭温泉郷
- 小砂焼
- 那珂川町馬頭広重美術館
- いわむらかずお絵本の丘美術館
- もうひとつの美術館
- 御前岩
- 鷲子山上神社
- 馬頭院

## 祭事・催事
- 馬頭公園桜まつり （4月1日 - 20日）
- 静神社例大祭 たけのこ祭り （5月1日 - 3日）
- 菜の花祭り （5月3日 - 5日）
- 納涼祭り （8月14日）
- 鷲子山上神社夜祭 （11月16日）